# Schatzkammer Gurk

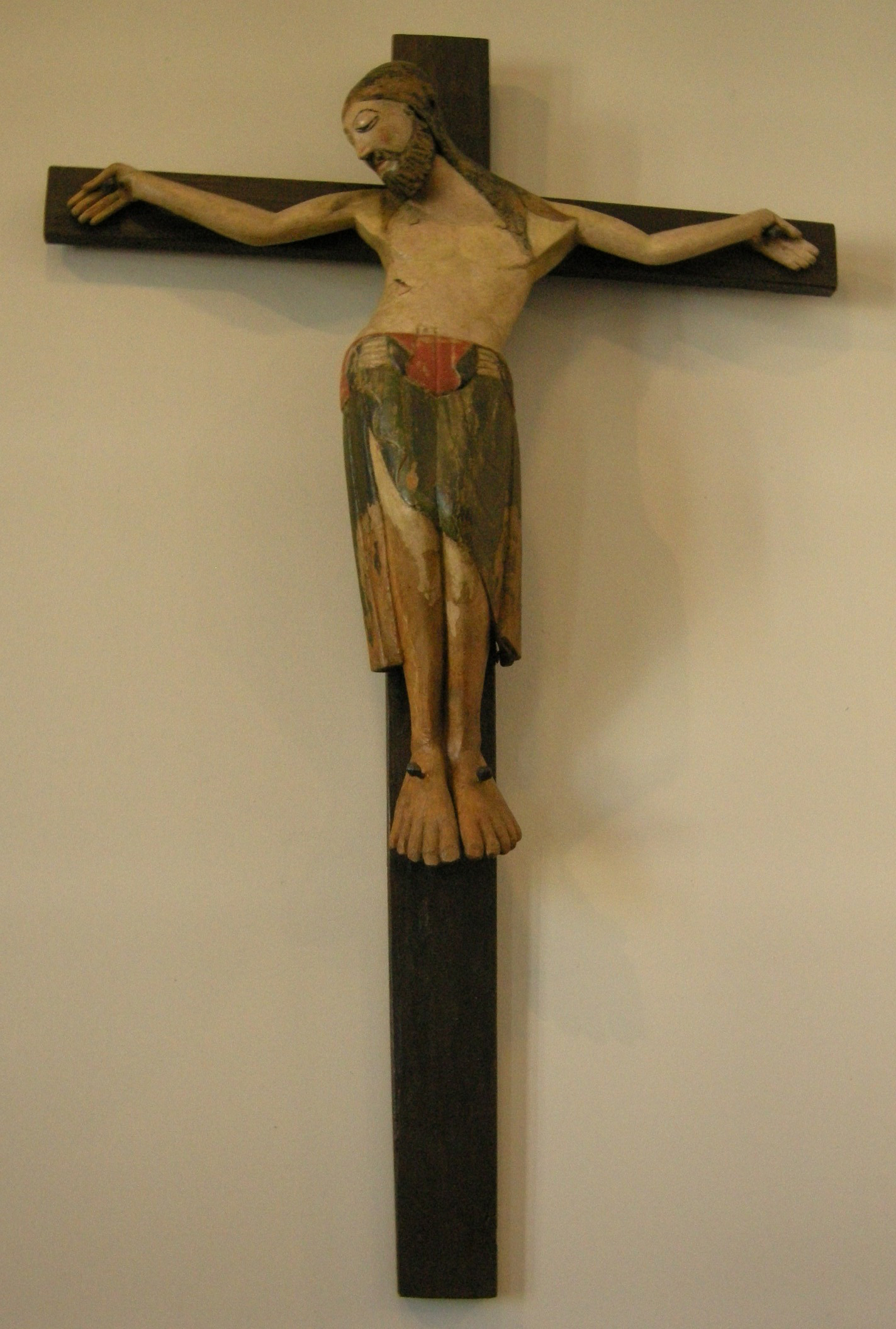
Hölleiner Kruzifix

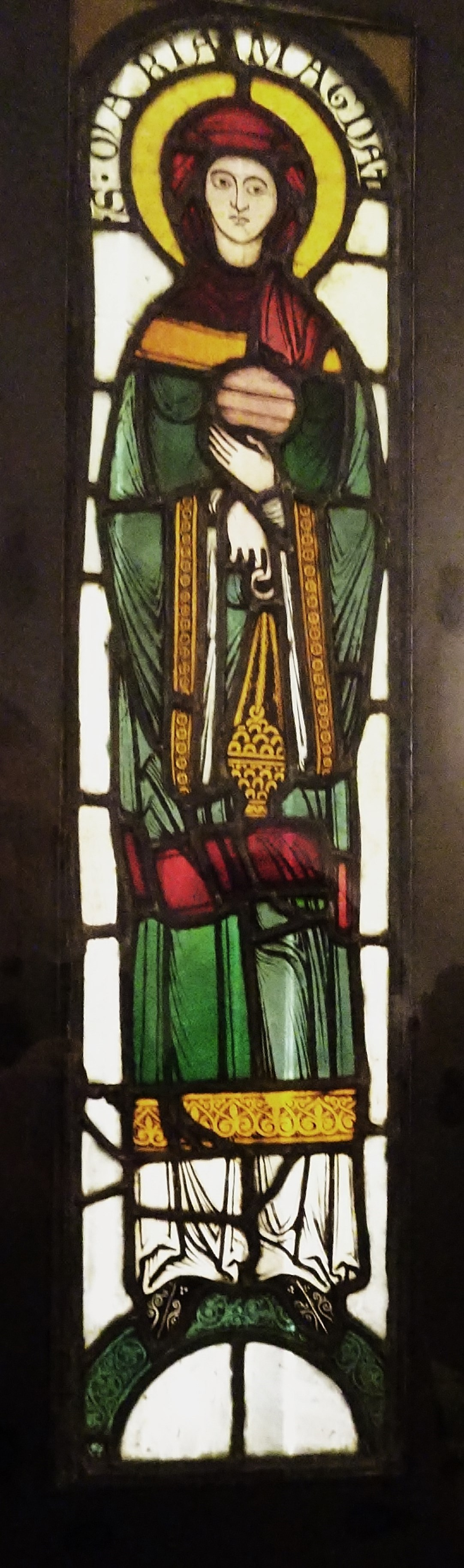
Magdalenenscheibe

Die Schatzkammer Gurk wurde 1917 als Diözesanmuseum Klagenfurt in Klagenfurt am Wörthersee von Bischof Adam Hefter gegründet und von Otto Rainer auf dem Grundstock der Sammlung Mathias Größer aufgebaut. Der ursprünglicher Standort des Museums war die Bischöfliche Residenz in Klagenfurt. Seit 2014 befindet es sich im historischen Propsthof des Stiftes Gurk.

## Sammlung
Die Sammlung umfasst sakrale Kunst von der Romanik bis zum Spätklassizismus.
Zu den Höhepunkten zählen:
- Die um das Jahr 1170 entstandene Magdalenenscheibe aus Weitensfeld ist das früheste Beispiel der Glasmalerei in Österreich und stellt die Maria Magdalena dar.
- Das Hölleiner Kruzifix (1170/80)
- Das Rundsiegel des Bischofs Roman von Gurk (1131–1167)
- Der älteste erhaltene Flügelaltar Kärntens aus dem Jahr 1423 aus der Pfarrkirche Rangersdorf
- Ein Fastentuch aus der ersten Hälfte des 16. Jahrhunderts aus der Kirche Maria Bichl
- Das um das Jahr 1530 entstandene Fastentuch aus der Pfarrkirche Steuerberg
- Schnitzbüsten der Heiligen Augustinus und Nikolaus sowie die Figur der heiligen Kümmernis aus dem 17. Jahrhundert aus der Kirche St. Radegund in Wiesen